# Keratella
Keratella ist eine Gattung aus dem Stamm der Rädertierchen (Rotatoria).

## Beschreibung
Die Tiere werden je nach Art 80 bis 300 µm groß. Sie sind fußlos mit einem gefelderten, rückseitig gewölbten, bauchseitig abgeflachten oder leicht nach innen gewölbten Panzer. Sie besitzen einen roten Augenfleck.

## Arten
- Keratella cochlearis
- Keratella cruciformis
- Keratella mixta
- Keratella paludosa
- Keratella quadrata
- Keratella serrulata
- Keratella tropica
- Keratella valga